# Ход сообщения
Ход сообщения — полевое фортификационное сооружение, разновидность траншеи, основным назначением которой является обеспечение скрытного и безопасного передвижения личного состава вдоль фронта или из/в глубину своих боевых позиций.
Ходы сообщения как фортификационные сооружение открытого типа, представляют собой узкие глубокие рвы (ровики) с насыпями грунта, по обеим сторонам, предназначенные для скрытного и защищённого от огня противника, передвижения (перемещения) личного состава, боевых припасов и других материальных средств, между траншеями (окопами), отдельными сооружениями на позициях, пунктах управления (ПУ), командно-наблюдательных пунктах (КНП), наблюдательных пунктах (НП) и так далее, а также для сообщения с тылом формирования. Термин Ход сообщения со временем, в военном деле России, практически вытеснил предыдущий термин Апрош из современной фортификации. По-английски — Communication trench.

## История
Ходы сообщения прокладываются между индивидуальными стрелковыми окопами и строятся в виде узкого извилистого рва (узенького ровика), с бруствером по обеим сторонам. На участках местности, которые простреливаются ружейно-пулемётным огнём противника длина прямолинейных фрагментов ходов сообщения должна составлять около 8 — 12 метров, на остальных — от 12 до 20 метров. В другом источнике указано что ходы сообщения отрывались перпендикулярно или под углом к фронту, и должны были быть изломанным, то есть через каждые три — пять метров менять своё направление. При строительстве ходов сообщения их максимально вписывают в рельеф местности, направляя вдоль опушек лесных массивов, дорог, дамб, по границам полей, в обход высот и так далее, а все типовые размеры (глубина, ширина, ширина бермы, высота бруствера и так далее) строго регламентируются военно-полевыми наставлениями по проведению инженерных работ (например, «Руководством по полевым фортификационным сооружениям» или «Боевым Уставом Сухопутных войск»).
Как правило, ходы сообщения являются сооружениями открытого типа, но при необходимости и при наличии соответствующих стройматериалов могут быть перекрыты сверху для обеспечения дополнительной защиты личного состава.
Траншеи (окопы) и ходы сообщений широко применялись Вооружёнными Силами Союза ССР в годы Великой Отечественной войны при инженерном оборудовании позиций, полос обороны РККА. Так в начальный период Великой Отечественной войны траншеи (окопы) и ходы сообщений устраивались прерывистыми, в связи с недостатком времени, а в последующем, например, на Курском выступе, весной — летом 1943 года, при подготовке оборонительных полевых сооружений они возводились сплошными, в виде развитой системы полевой обороны.